# 境界値問題

微分方程式が有効となる領域と、付帯される境界条件を表す図

数学の微分方程式の分野における境界値問題（きょうかいちもんだい、英: Boundary value problem）とは、境界条件と呼ばれる付帯的な制限が与えられている微分方程式のことである。境界値問題の解とは、与えられた境界条件を満たすような微分方程式の解のことである。
境界値問題は、物理学のいくつかの分野によく現れる。「正規モードの決定」のような波動方程式を含む問題はしばしば境界値問題として記述される。境界値問題に関する一つの重要な理論としてスツルム＝リウヴィル理論がある。その理論における境界値問題の解析には、微分作用素の固有関数の計算が含まれる。
応用上意義のあるものであるために、境界値問題は良設定問題でなければならない。これはすなわち、問題に与えられた入力に対して、その入力に連続的に依存するような解がただ一つ存在することを意味する。
偏微分方程式の分野における多くの理論的な研究は、科学的あるいは工学的な応用上実際に良設定であるような境界値問題の解決を目的としている。最も早い境界値問題の研究として、ラプラス方程式の解である調和関数の発見についてのディリクレ問題が挙げられる。その解はディリクレの原理により与えられた。

## 解説
境界値問題は初期値問題と類似なものである。境界値問題は、方程式の独立変数の全端点（境界）における条件の与えられたものであるのに対し、初期値問題は、独立変数のある一点（そしてそれは領域内での最も小さな境界点、すなわち初期点）における条件の与えられたものである。
例えば、独立変数として領域 [0,1] に含まれる「時間」を考えた場合、境界値問題は {\displaystyle y(t)} に対して {\displaystyle t=0} および {\displaystyle t=1} の両端点での条件を課す。一方で、初期値問題は {\displaystyle y(t)} （あるいは {\displaystyle y'(t)} ）の {\displaystyle t=0} での条件を課す。
一端が絶対零度、もう一端が水の凝固点で保たれているような鉄の棒に対し、その棒のすべての箇所の温度を求めるような問題は境界値問題として記述されることが期待される。
境界値問題の具体例（空間に関する一次元の問題）として、
{\displaystyle y''(x)+y(x)=0\,}
に境界条件
{\displaystyle y(0)=0,\ y(\pi /2)=2}
が与えられた場合の未知関数 {\displaystyle y(x)} を求める、というものが挙げられる。
境界条件が無い場合、そのような方程式の一般解は
{\displaystyle y(x)=A\sin(x)+B\cos(x)\,}
で与えられる。境界条件 {\displaystyle y(0)=0} より
{\displaystyle 0=A\cdot 0+B\cdot 1}
が得られるが、これは {\displaystyle B=0} を意味する。境界条件 {\displaystyle y(\pi /2)=2} より
{\displaystyle 2=A\cdot 1}
が得られるため、{\displaystyle A=2} となる。したがって、与えられた境界条件により一意解
{\displaystyle y(x)=2\sin(x)\,}
が得られることとなる。

## 境界値問題の種類

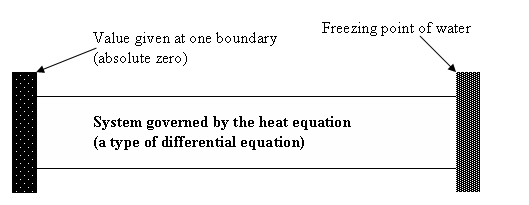
イメージ化された二次元の棒に対する境界値問題

もし問題の法線微分に対する値が境界で定まるなら、そのような境界条件はノイマン境界条件と呼ばれる。例えば、鉄の棒の一端に熱源が置かれ、実際の温度は不明であるが一定の割合で熱が加え続けられるような場合が考えられる。
もし問題の値自体が境界において定まるなら、そのような境界条件はディリクレ境界条件と呼ばれる。例えば、鉄の棒の一端が絶対零度に固定されている場合などが考えられる。
もし境界が曲線や曲面であり、その法線微分と問題自体の値がその境界において定まるなら、そのような境界条件はコーシー境界条件と呼ばれる。
境界条件とは別に、境界値問題はその微分作用素の形状によっても分類される。楕円型作用素に対しては、楕円型境界値問題と、双曲型作用素に対しては、双曲型境界値問題と、それぞれ呼ばれる。これらの分類はさらに作用素の線形・非線形の別によって細分される。